# Abmisha
Abmisha is een geslacht van rechtvleugeligen uit de familie krekels (Gryllidae). De wetenschappelijke naam van dit geslacht is voor het eerst geldig gepubliceerd in 1987 door Otte.

## Soorten
Het geslacht Abmisha omvat de volgende soorten:
- Abmisha coiblemmoides Gorochov, 2001
- Abmisha illex Otte, 1987
- Abmisha sigi Otte, 1987